# Regiment Bevrijding - 5 Linie

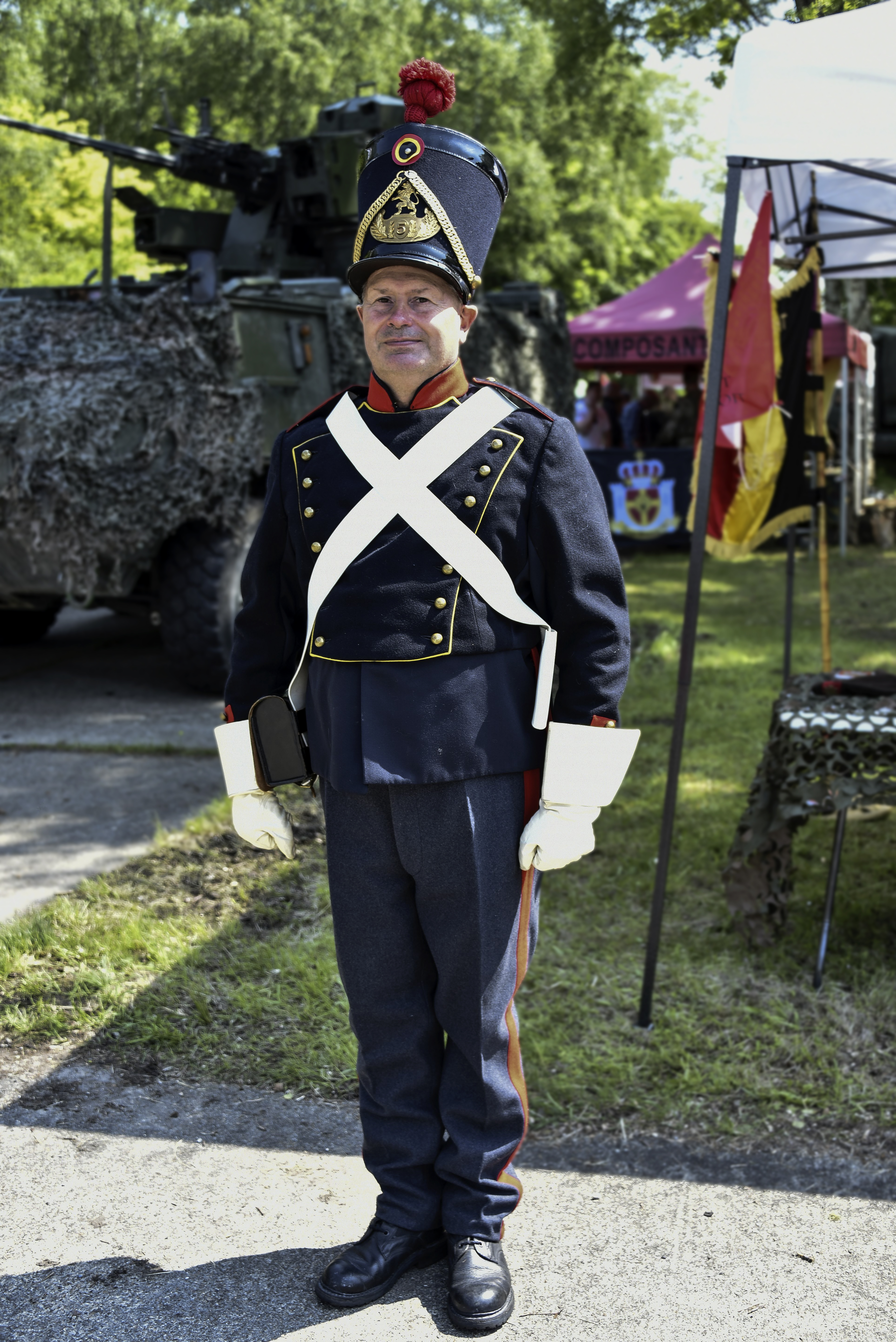
Soldaat 5e Linie met uniform uit 1830

Het Bataljon Bevrijding - 5 Linie is een van de vijf infanteriebataljons van de Landcomponent, een onderdeel van de Belgische Krijgsmacht.

## Organisatie
Het Bataljon Bevrijding - 5 Linie is een infanteriebataljon in de schoot van de Gemotoriseerde Brigade. Het is gekazerneerd in het kwartier Luitenant-generaal Piron te Leopoldsburg.
Heden telt het bataljon om en bij de 450 militairen verdeeld over vier compagnieën:
- een staf- en dienstencompagnie met de traditionele ondersteunende diensten, zoals transport, transmissie en bevoorrading;
- drie maneuvercompagnies uitgerust met MOWAG Piranha IIIC, die vanaf 2025 stelselmatig zullen vervangen worden door de Franse Griffon en de Jaguar.

De oudste veteraan was François Gios (Frans), geboren te Oostmalle op 15 januari 1920. Hij werd 101 jaar en verloor een groot deel van zijn strijdmakkers gedurende de 18 daagse veldtocht. Deze oudstrijder raakte gekwetst tijdens het gevecht in mei 1940 te Humbeek. Op 20 januari 2020 ontving Frans Gios uit handen van CO Madile een oorkonde waarin hij tot erelid van het Bataljon Bevrijding 5e Linie werd bekroond. Hij kreeg eveneens een medaille voor zijn inzet gedurende WO2. Frans woonde tot zijn 98ste verjaardag nog alleen te Herentals maar diende omwille van zijn slechter wordend zicht zijn intrek te nemen in een Woonzorgcentrum te Olen. Hij overleed op 22 december 2021.

## Bron
- Milpedia: Regi ment Bevrijding - 5 Linie. Versie van 19 januari 2008. Lijst van auteurs.
- Pagina inmemoriam lijst vanaf 2010 (vijfdelinie.be)